# Código de Ética e Disciplina da Ordem dos Advogados do Brasil
O Código de Ética e Disciplina da Ordem dos Advogados do Brasil também conhecido como Código de Ética e Disciplina da Advocacia e da Ordem dos Advogados do Brasil é um código cuja literatura dispões sobre as regras éticas e deontológicas dos princípios que formam a consciência profissional do advogado e representam imperativos a serem insculpidos na moral individual, social e profissional do advogado em todo o território nacional do Brasil.

## Deontologia
O código, na deontologia dos princípios fundamentais do exercício da advocacia, proclama como deveres do advogado:
- Preservar, em sua conduta, a honra, a nobreza e a dignidade da profissão, zelando pelo caráter de essencialidade e indispensabilidade da advocacia;
- Atuar com destemor, independência, honestidade, decoro, veracidade, lealdade, dignidade e boa-fé;
- Zelar por sua reputação pessoal e profissional;
- Empenhar-se, permanentemente, no aperfeiçoamento pessoal e profissional;
- Contribuir para o aprimoramento das instituições, do Direito e das leis;
- Estimular, a qualquer tempo, a conciliação e a mediação entre os litigantes, prevenindo, sempre que possível, a instauração de litígios;
- Desaconselhar lides temerárias, a partir de um juízo preliminar de viabilidade jurídica.

Ao mesmo tempo que deve abster-se de:
- Utilizar de influência indevida, em seu benefício ou do cliente;
- Vincular seu nome a empreendimentos sabidamente escusos. Depreende-se de desse quesito, por exemplo, o advogado atuar em radiodifusão pirata) e no parágrafo único do artigo 43 do presente código de ética manda que se evite insinuações e o debate de caráter sensacionalista;[3]
- Emprestar concurso aos que atentem contra a ética, a moral, a honestidade e a dignidade da pessoa humana;
- Entender-se diretamente com a parte adversa que tenha patrono constituído, sem o assentimento deste;
- Ingressar ou atuar em pleitos administrativos ou judiciais perante autoridades com as quais tenha vínculos negociais ou familiares;

- Contratar honorários advocatícios em valores aviltantes;
- Pugnar pela solução dos problemas da cidadania e pela efetivação dos direitos individuais, coletivos e difusos;
- Adotar conduta consentânea com o papel de elemento indispensável à administração da Justiça;
- Cumprir os encargos assumidos no âmbito da Ordem dos Advogados do Brasil ou na representação da classe;
- Zelar pelos valores institucionais da OAB e da advocacia;
- Ater-se, quando no exercício da função de defensor público, à defesa dos necessitados;
- Captação de clientes e mercantilização da profissão.[4]

## História
Desde a época do Brasil império que órgãos advocatícios vêm criando regras de regulação da profissão no Brasil como o aviso de 7 de agosto de 1843 em que o imperador Dom Pedro II deferia a aprovação dos estatutos do Instituto dos Advogados do Brasil e do decreto imperial nº 7 836, assinado pelo imperador no dia 28 de setembro de 1880 aprovando novo estatuto do IAB.

### 1934
Em 25 de julho de 1934, a recém-criada Ordem dos Advogados do Brasil, emanou o Código de Ética Profissional para advogados.

### 1994
Em 1994, pela resolução nº. 2 editada em 2 de setembro, que estabelecia as disposições transitórias relativas à aplicabilidade da Lei nº 8 906, determinou que enquanto não for editado o Código de Ética e Disciplina, serão observadas as regras deontológicas do Código de Ética Profissional, de 1934.

### 1995
Em 13 de fevereiro de 1995, por força da lei 8.906, de 4 de julho de 1994, foi editado o Código de Ética e Disciplina e publicado na edição de 1 de março de 1995 no Diário da Justiça.

### O código atual
O código atual foi oficializado pelo presidente nacional da OAB, Marcus Vinicius Furtado Coêlho, em 19 de outubro de 2015.

## Influências
Estudos da literatura jurídica apontam que a deontologia da advocacia ocidental também recebeu influências do Decálogo de Santo Ivo.